# Mali az 1972. évi nyári olimpiai játékokon
Mali az NSZK-beli Münchenben megrendezett 1972. évi nyári olimpiai játékok egyik részt vevő nemzete volt. Az országot az olimpián 2 sportágban 3 sportoló képviselte, akik érmet nem szereztek.

## Atlétika
Férfi
| Versenyző      | Versenyszám   | Selejtező | Selejtező | Döntő    | Döntő    |
| Versenyző      | Versenyszám   | Eredmény  | Helyezés  | Eredmény | Helyezés |
| -------------- | ------------- | --------- | --------- | -------- | -------- |
| Namakoro Niaré | Diszkoszvetés | 59,38 m   | 11.       | 56,48 m  | 13.      |

## Cselgáncs
| Versenyző         | Versenyszám  | Csoport | Selejtező                               | 1. forduló                       | 2. forduló        | 3. forduló        | 4. forduló        | Vigaszág 1. forduló | Vigaszág 2. forduló | Vigaszág 3. forduló | Elődöntő          | Döntő             | Helyezés |
| Versenyző         | Versenyszám  | Csoport | Ellenfél Eredmény                       | Ellenfél Eredmény                | Ellenfél Eredmény | Ellenfél Eredmény | Ellenfél Eredmény | Ellenfél Eredmény   | Ellenfél Eredmény   | Ellenfél Eredmény   | Ellenfél Eredmény | Ellenfél Eredmény | Helyezés |
| ----------------- | ------------ | ------- | --------------------------------------- | -------------------------------- | ----------------- | ----------------- | ----------------- | ------------------- | ------------------- | ------------------- | ----------------- | ----------------- | -------- |
| Raymond Coulibaly | Középsúly    | A       | Csang Ping-ho (Chang Ping-Ho) (ROC) · V | kiesett                          | kiesett           | kiesett           | kiesett           |                     |                     |                     |                   |                   | 33.      |
| Hamadi Camara     | Félnehézsúly | A       |                                         | Kim Ithe (Kim Eui-tae) (KOR) · V | kiesett           | kiesett           | kiesett           |                     |                     |                     |                   |                   | 19.      |